# Koenraad II van Meranië
Koenraad II van Meranië (ca. 1154/56 - 8 oktober 1182) was hertog van Meranië (of Dalmatië) van 1159 tot aan zijn dood. Hij was het enige kind van graaf Koenraad I van Meranië en Mathilde van Falkenstein.
Koenraad (II) was nog een kind toen zijn vader overleed. Toen hij de volwassen leeftijd bereikte werd hij in 1172 als Koenraad III graaf van Dachau-Scheyern als opvolger van zijn oom Arnold. Toen hij in 1182 stierf waren er geen erfgenamen. Hij zou begraven worden in Scheyern, naast zijn vader, grootvader en overgrootvader.
Meranië kwam in handen van het huis Andechs